# 예니퍼 울리히
예니퍼 울리히(Jennifer Ulrich, 1984년 10월 18일 ~ )는 독일의 배우이다.

## 출연 작품
- 밋 미 인 몬테네그로 (2014)
- 오픈 데저트 (2013)
- 디아즈: 이 피를 지우지 말라 (2012)
- 위 아 더 나이트 (2010)
- 피스 오브 미 (2008)
- 디 벨레 (2008)
- 세븐 데이 선데이 (2007)
- 클라우드 (2006)
- 소립자 (2006)
- 라스트 택시 (2003)
- 소녀는 울지 않는다 (2002)